# Invocation (X-Files)
Pour les articles homonymes, voir Invocation (homonymie).
Invocation (Invocation) est le 5e épisode de la saison 8 de la série télévisée X-Files. Dans cet épisode, un jeune garçon réapparaît après avoir été enlevé dix ans plus tôt sans avoir vieilli.

## Résumé
En 1990, dans l'Oklahoma, le jeune Billy Underwood est enlevé à la fête de son école alors que sa mère, Lisa, est enceinte. Dix ans plus tard, il fait sa réapparition dans les mêmes lieux mais n'a pas vieilli. Scully et Doggett se chargent de l'enquête et interrogent le garçon, qui semble muet. Scully suggère que Billy pourrait avoir été enlevé par des extraterrestres mais Doggett suit la piste de Ronald Purnell, un délinquant local. 

## Distribution
- Gillian Anderson : Dana Scully
- Robert Patrick : John Doggett
- Kim Greist : Lisa Underwood
- Jim Cody Williams : Cal Jeppy
- Rodney Eastman : Ronald Purnell
- Erich Anderson : Doug Underwood
- Kyle Pepi & Ryan Pepi : Billy Underwood
- Sheila Shaw : Marcia Purnell
- Barry Cullison : le shérif Sanchez
- Maggie Baird : Sharon Pearl
- Colton James : Josh Underwood

## Accueil

### Audiences
Lors de sa première diffusion aux États-Unis, l'épisode réalise un score de 8,2 sur l'échelle de Nielsen, avec 12 % de parts de marché, et est regardé par 13,90 millions de téléspectateurs.

### Accueil critique
L'épisode obtient des critiques mitigées. Le site Le Monde des Avengers lui donne la note de 3/4. Zack Handlen, du site The A.V. Club, lui donne la note de B-. John Keegan, du site Critical Myth, lui donne la note de 6/10. Dans leur livre sur la série, Robert Shearman et Lars Pearson lui donnent la note de 2,5/5. Paula Vitaris, de Cinefantastique, lui donne la note de 2/4.

## Commentaires
L'histoire de cet épisode rappelle le film Gothika[réf. nécessaire].